# Аріф Накві
Аріф Масуд Накві (урду عارف نقوی; нар. 13 липня 1960, Карачі, Пакистан) — пакистансько-кітський бізнесмен, засновник і виконавчий директор дубайської приватної інвестиційної компанії The Abraaj Group and Aman Foundation. Група Abraaj заснована 2002 року працювала в Африці, Азії, Латинській Америці, на Близькому Сході, в Туреччині та Центральній Азії, і зараз знаходиться в стадії ліквідації через звинувачення в шахрайстві.

## Молодість й освіта
Народився в бізнес-сім'ї. Батько володів невеликою компанією з виробництва пластмас. Здобув початкову освіту в гімназії Карачі та закінчив Лондонську школу економіки.

## Кар'єра
Розпочав кар'єру в Arthur Andersen у Лондоні та American Express у Карачі. На початку 1990-х років приєднався до The Olayan Group у Саудівській Аравії, найбільшої торгової компанії Королівства. 1994 року за 50 000 доларів власних заощаджень заснував інвестиційну компанію Cupola в Дубаї. 1999 року придбав Inchcape Middle East за 102 мільйони доларів із власним капіталом у 4,1 мільйона доларів, це стало першим фінансованим викупом у регіоні MENA. Потім розпродав частки компанії на загальну суму 173 мільйони доларів.
2002 року заснував Abraaj Capital, а 2012 року компанія об'єдналася з Aureos Capital і стала The Abraaj Group. Станом на березень 2018 року Аріф Накві залишив посаду генерального директора The Abraaj Group, оскільки компанія стала об'єктом численних розслідувань щодо практики управління фондами.
Знаний як колекціонер мистецтва та створення колекції мистецтва Близького Сходу. 2018 року предмети мистецтва, що належали Накві, були продані на Крістіз за 2 мільйони фунтів.
Засновник Комісії з бізнесу та сталого розвитку (BSDC) разом з Полом Полманом і Мо Ібрагімом.

## Звинувачення, кримінальні звинувачення та правові проблеми
У вересні 2017 року, «поки Аріф перебував у Нью-Йорку, співробітник надіслав інвесторам анонімний електронний лист»… «про роки неправомірних дій в Abraaj».
У січні 2018 року Фонд Білла і Мелінди Гейтс і три інших інвестори фонду Abraaj Growth Markets Health найняли експертів-криміналістів для розслідування того, куди спрямували їхні гроші.
У лютому 2018 року Світовий банк і Фонд Білла і Мелінди Гейтс цікавилися долею понад 200 мільйонів доларів готівки, які перебували у фонді, а не інвестувались.
У лютому 2018 року Ендрю Фарнум з Фонду Білла та Мелінди Гейтс й інші інвестори звинуватили Накві у незаконному привласненні коштів, що призвело до попередньої ліквідації The Abraaj Group. Компанія також потрапила під розслідування регуляторів у Дубаї.
У жовтні 2018 року «Волл-стріт джорнел» опублікував статтю про те, що Abraaj Group нібито заплатила 20 мільйонів доларів США пакистанському бізнесмену Наваіду Маліку за його допомогу в забезпеченні співпраці з братами Шаріфами для продажу своїх інвестицій пакистанській комунальній компанії Karachi Electric.
5 квітня 2019 року заарештований Великою Британією після того, як Міністерство юстиції США висунуло Накві звинувачення в шахрайстві, введенні інвесторів в оману та незаконному привласненні 230 мільйонів доларів США з фондом Abraaj Growth Markets Health. На початку травня 2019 року лондонський суд видав Накві під заставу до слухання щодо його екстрадиції до США із обмеженнями, включно з рекордною заставою у розмірі 15 мільйонів фунтів стерлінгів (20 мільйонів доларів США) й іншими умовами, що відповідають домашньому арешту.
У липні 2019 року Управління фінансових послуг Дубая оштрафувало дві компанії Abraaj на 315 мільйонів доларів США, а Накві заочно засудили до трьох років ув'язнення в Об'єднаних Арабських Еміратах за звинуваченням у фінансовому шахрайстві.
У листопаді 2021 року суддя Високого суду Філіппа Віппл відклала справу про екстрадицію Накві до розв'язання юридичного питання в іншій подібній гучній справі про екстрадицію — індійського алмазного магната Нірава Моді.
У грудні 2022 року апеляцію відхилили, а Вищий суд відмовив Моді в дозволі подати апеляцію до Верховного суду Великої Британії, і його зобов'язали сплатити судові витрати у розмірі 150 247 фунтів стерлінгів за заяву.
У січні 2022 року Управління фінансових послуг Дубая оштрафувало Накві на 135,6 мільйона доларів за його роль у краху Abraaj.
У липні 2022 року «Файненшл таймс» оприлюднила у статті результати свого розслідування про те, що зареєстрована на Кайманових Островах компанія Wootton Cricket Ltd засновника Абрааджа Аріфа Накві фінансувала політичну партію Пакистану Пакистанський рух за справедливість, яку очолював колишній прем'єр-міністр Імран Хан протягом 2013 року, після отримання коштів від компаній і окремих осіб, зокрема щонайменше 2 мільйони фунтів стерлінгів у квітні 2013 року від шейха Нахайяна бін Мубарака ан-Нахайяна, міністру уряду Об'єднаних Арабських Еміратів, члена королівської родини Абу-Дабі та голови пакистанського банку Alfalah. Накві перебував під домашнім арештом у Великій Британії з обов'язковим носінням електронного браслету у період його боротьби з екстрадицією до США.
8 березня 2023 року програв оскарження екстрадиції до США, оскільки суддя Високого суду Великої Британії відмовив Накві в дозволі на судовий перегляд рішення 2021 року щодо екстрадиції до США. Це означає, що наказ про екстрадицію, виданий тодішнім міністром внутрішніх справ Великої Британії Пріті Пател, буде виконано, а Накві відправлять до американської в'язниці для судовогу процесу за звинуваченнями США у шахрайстві.

## Філантропія
2008 року разом з сім'єю заснував Aman Foundation, некомерційний фонд у Пакистані, який займається охороною здоров'я, харчування та освітою.

## Нагороди
2007 році нагороджений урядом Пакистану орденом Сітара-і-Імтіаз на знак визнання його видатних заслуг у сфері громадських послуг. 2015 року вшанований гран-прі від BNP Paribas за індивідуальну благодійність.